# ويليام إي. إيفانز
ويليام إي. إيفانز (بالإنجليزية: William E. Evans)‏ هو محامي وسياسي أمريكي، ولد في 14 ديسمبر 1877 في مقاطعة لوريل في الولايات المتحدة، وتوفي في 12 نوفمبر 1959 في لوس أنجلوس في الولايات المتحدة. حزبياً، نشط في الحزب الجمهوري. وقد انتخب عضو مجلس النواب الأمريكي.